# Gospodyniej kolenda
Gospodyniej kolenda (A ta pani ślicznie chodzi…) – późnośredniowieczna kolęda w języku polskim.
Data powstania kolędy nie jest znana. Ukazała się w drukiem w 1543 w dziele Rurale iudicium, to jest Ludycje wieśne na ten Nowy Rok 1544…, wydanym w Krakowie przez Helenę Unglerową, wdowę po Florianie Unglerze. W tym samym druku umieszczona została też m.in. Gospodarska kolęda (w druku i przedrukach formy kolęda i kolenda występowały obocznie). W tekście zachowały się jednak cechy archaiczne, świadczące o dużo wcześniejszej dacie powstania.
Forma wiersza świadczy, że powstał on przed ustabilizowaniem się poezji rymowanej i stroficznej. Rymy są rzadkie i dotyczą głównie końcówek fleksyjnych. W wierszu zastosowany jest paralelizm składniowy. Ośmiozgłoskowe wersy dzielą się na mniejsze cząstki (4+4). Połowię wiersza zajmują anaforyczne wyliczenia, zaczynające się od słowa nosi (np. Nosi pasek okowany, / Nosi wacek ode złota).
Utwór zalicza się do kolęd życzeniowych, wykonywanych przez kolędników. Tematem utworu jest pochwała stroju gospodyni, będąca jednocześnie życzeniem dostatku i prośbą o datek. Dawniejszy tekst został uzupełniony na potrzeby wydania przez redaktora szczegółami dotyczącymi ubioru bogatych mieszczanek krakowskich z połowy XVI wieku.
Pieśń dokumentuje adaptację świeckich i pogańskich tradycji do systemu kultury chrześcijańskiej.